# Жилгородок (Волосовский район)
Жилгоро́док — посёлок в Клопицком сельском поселении Волосовского района Ленинградской области.

## История
По административным данным 1966 года посёлок Жилгородок в составе Волосовского района не значился.
По данным 1973 и 1990 годов посёлок Жилгородок входил в состав Клопицкого сельсовета.
В 1997 году в посёлке Жилгородок проживали 239 человек, посёлок входил в Клопицкую волость, в 2002 году — 233 человека (русские — 97 %), в 2007 году — 238 человек.

## География
Посёлок расположен в северо-восточной части района на автодороге 41А-003 (Кемполово — Выра — Шапки) к югу от автодороги А180 «Нарва» (E 20) (Санкт-Петербург — Ивангород — граница с Эстонией).
Расстояние до административного центра поселения — 4 км.

## Демография
| 1997 | 2002 | 2007 | 2010 | 2017 |
| ---- | ---- | ---- | ---- | ---- |
| 239  | ↘233 | ↗238 | ↗244 | ↗276 |

### Национальный состав
Согласно данным Всероссийской переписи населения 2021 года в посёлке проживали 299 человек, из них:
 русские — 284, украинцы — 6, таджики — 3, белорусы — 1, карелы — 1, эстонцы — 1 человек, остальные национальность не указали.